# Leenane szépe
A Leenane szépe (The Beauty Queen of Leenane) Martin McDonagh 1996-ban megjelent drámája – A Leenane-trilógia első része. A darabot 1996-ban mutatták be Írországban, majd később Londonban is sikerrel ment és négy Tony-díjat nyert el. Az egyszerű színpadi követelmények és az alacsony létszámú szereplőgárda (2 férfi, 2 nő) kedvező feltételek egy kisebb színház számára is. Magyarországon 1997-ben mutatta be a Vígszínház, majd 1998-ban a Kaposvári Csiky Gergely Színház, 2004-ben pedig Piszkavas címmel a budapesti Örkény Színház. A magyar fordítás Upor László munkája.

## Cselekmény
Maureen, a negyvenes, csúnyácska vénlány anyjával, Maggel él, akinek minden kívánságát cselédként teljesíti. A hipochonder, lusta vénasszony kibírhatatlanul megkeseríti lánya életét, de Maureen is igyekszik válogatott kínzásokkal megfelelni ezekre. Az ausztrál szappanoperák nézése és a véget nem érő gyilkos civódások töltik be a két nő életet, mígnem egy nap meghívást kapnak az Angliából hazatérő Pato Dooley partijára. Mag igyekszik eltitkolni a meghívást, de Maureen leleplezi önző anyját, csinos ruhát vesz és egyszer az életében igyekszik jól szórakozni. Hajnalban Maureen Patóval tér haza: a férfi már húsz éve szeretne a nőhöz közelebb kerülni, de távoli munkahelye és gyávasága miatt erre eddig nem adódott alkalom. Pato gyűlöl Angliában lenni, mert lenézik őt, de Leenane-ben sem bírja sokáig: a posványos kisváros fojtogatóan hat rá. Maureen hasonlóan érez: londoni éveinek megaláztatásait csak orvosi segítséggel tudta elfeledni, de leenane-i élete, anyja mellett épp ilyen kilátástalan és nyomorult. Maureen tudja jól, milyen ritka adománya a sorsnak Pato vonzódása, ezért a férfit arra kéri, töltse vele az éjszakát. 
Másnap reggel Maureen lenge ruházatával és kirívó viselkedésével sokkolja anyját: görcsösen igyekszik vele éreztetni, hogy közte és Pato között az éjjel – Maureen életében először – minden megtörtént. Maget idegesíti lánya szemtelen viselkedése, így Pato előtt hatalmas veszekedést provokál. A nők kínos titkokat vágnak egymás fejéhez, s Pato békíteni akarván őket, arra kéri Maureent, öltözzön fel. A nő összeomlik: azt hiszi, a férfi nem találja vonzónak őt. Pato csak Londonból írt levelében tisztázza a dolgokat: szereti Maureent és új életet szeretne vele kezdeni Bostonban, ha a nő is úgy akarja. A levél azonban nem jut el címzettjéhez: Mag felbontja, majd elégeti a lányának oly fontos írást. A vénasszony azonban ostobaságában intim részleteket kottyant el Pato és Maureen sikerületlen éjszakájáról, amikről csak a levélből szerezhetett tudomást, így Maureen rájön anyja tettére. Mag kezét – nem először közös életükben – egy forró sütőlaphoz szorítja, és a fájdalomtól nyüszítő asszonyból kikényszeríti a részleteket. Sajnos már késő. Patót Maureen csak lázálmában éri el az állomáson, s e tévképzet hatására öli meg – egyetlen elképzelhető megoldásként – anyját. Maureent a nyomozás ártatlannak találja, de hiába: kiderül, hogy az utolsó találkozás Patóval nem valósult meg, s a férfi Bostonban már eljegyzett valaki mást. A nő elégeti az összes anyjára emlékeztető dolgot, s – immár egyedül – meghallgatja a Szívküldit.

## Kritikai visszhang
„E darab különleges erejét az adja, hogy egyszerre mulatságos és mélyen megrázó, groteszk haláltánc. A legjobb jelenetek alatt egyszerűen nem lehet eldönteni: sírjunk, nevessünk, vagy borzadjunk.” (Daily Telegraph) 
„A darab világa valahol a szívfacsaró melodráma és a farce között van.” (Time Out) 
„Tragikomédia, vagy inkább olyan tragédia, amit muszáj végig nevetni. Nincs benne semmiféle újítás, modernnek, formabontónak távolról sem nevezhető, talán még azt is ráfoghatjuk, hogy kissé melodramatikus. Csak éppen a maga módján tökéletesen megírt, hibátlan ritmusú darab, ritka jó dialógusokkal és sűrű, eredeti fekete humorral.” (Upor László) 